# Bucătăria moldovenească

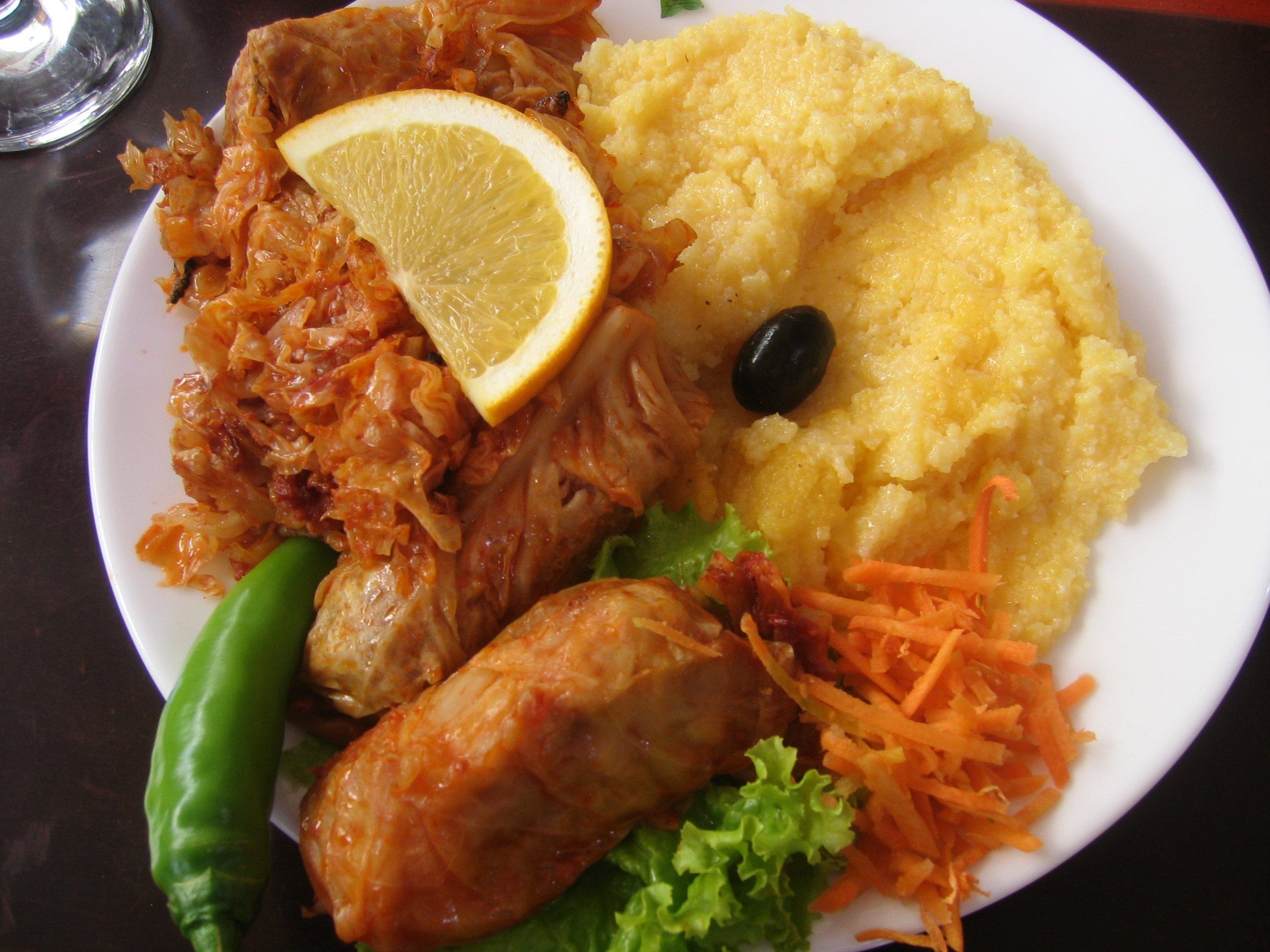
O farfurie de sarmale cu mămăligă

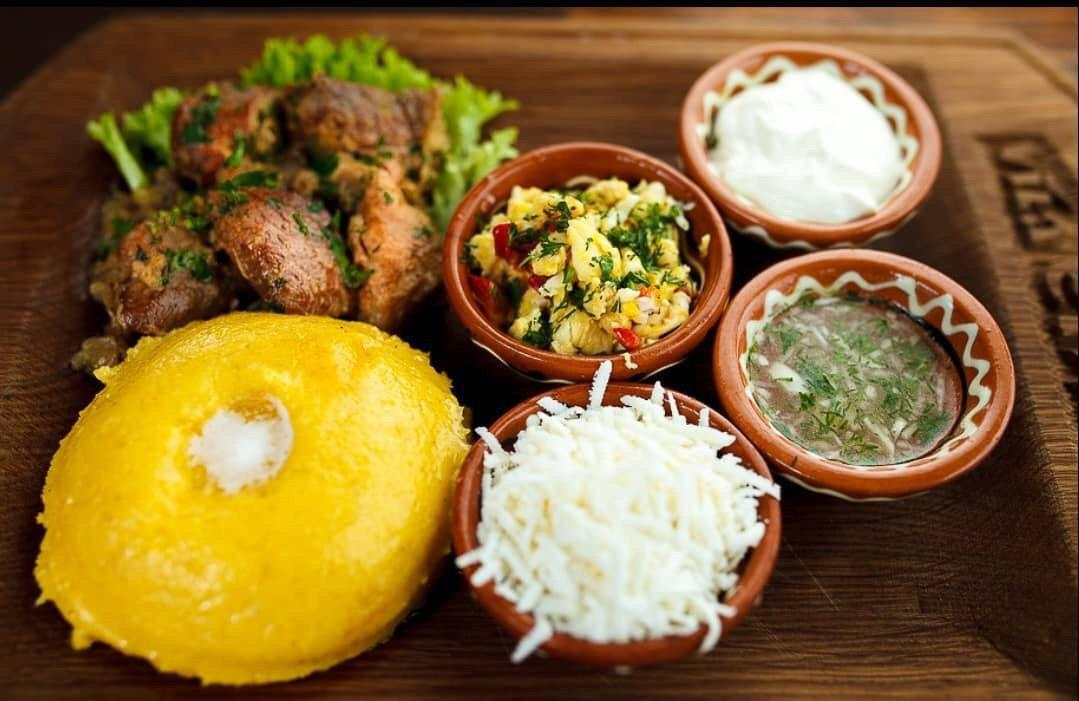
Mămăligă

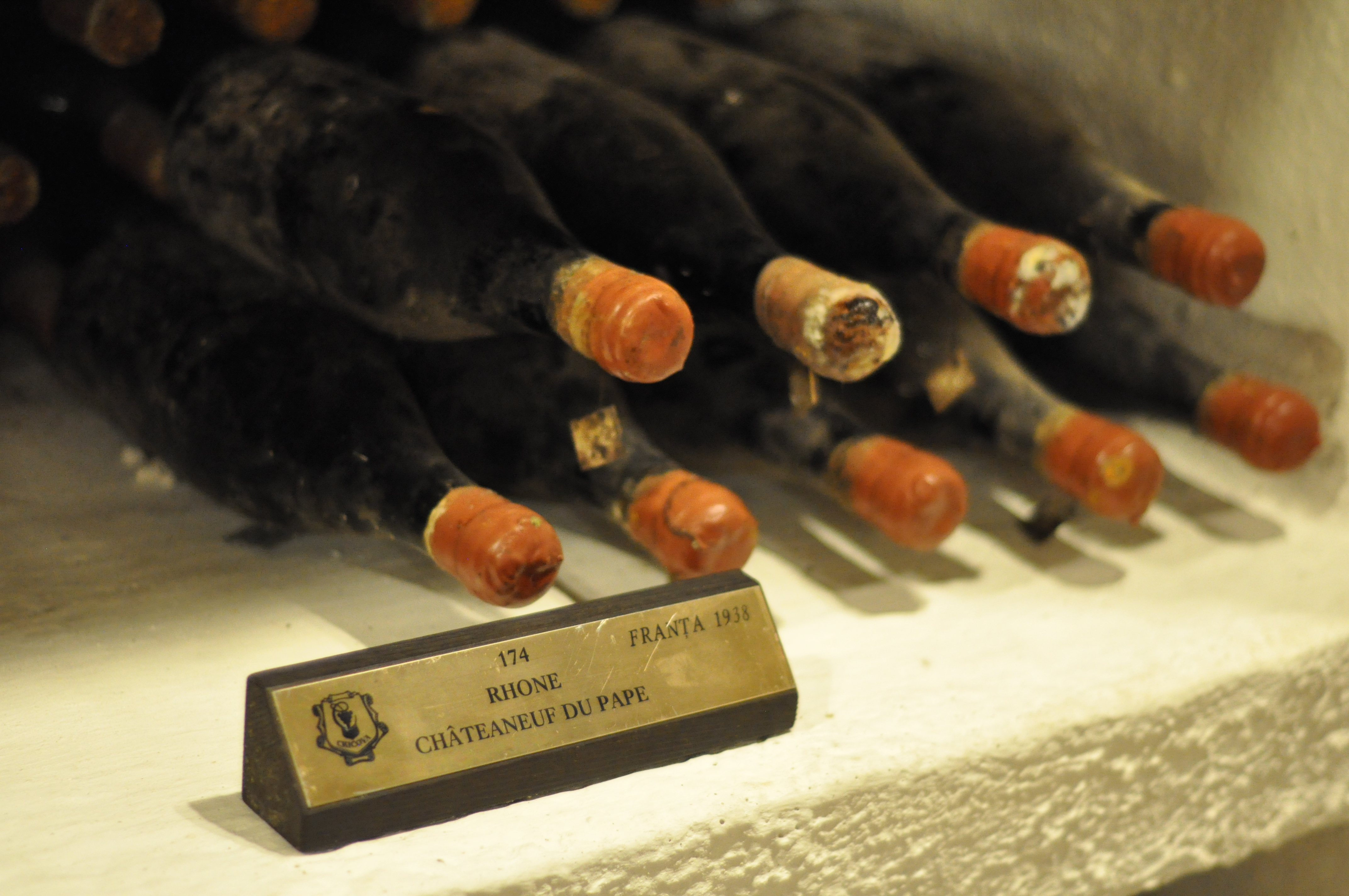
Sticle cu vin în beciurile vinăriei Cricova

Bucătăria moldovenească este denumirea sub care este cunoscută de străini totalitatea tradițiilor, obiceiurilor și gusturilor gastronomice din Republica Moldova. Ad litteram, ca sens primar, sintagma „bucătăria moldovenească” ar putea defini și ansamblul de tradiții culinare din spațiul regiunii geografico-istorice Moldova. Totuși, acestea nu sunt individualizate și diferențiate suficient de mult față de bucătăria românească per ansamblu.
Prima carte de bucate  în limba română "200 rețete cercate de bucate, prăjituri și alte trebi gospodărești" a fost tipărită de Costache Negruzzi și Mihail Kogălniceanu în 1841 în Iași, Principatul Moldovei.

## Mâncăruri

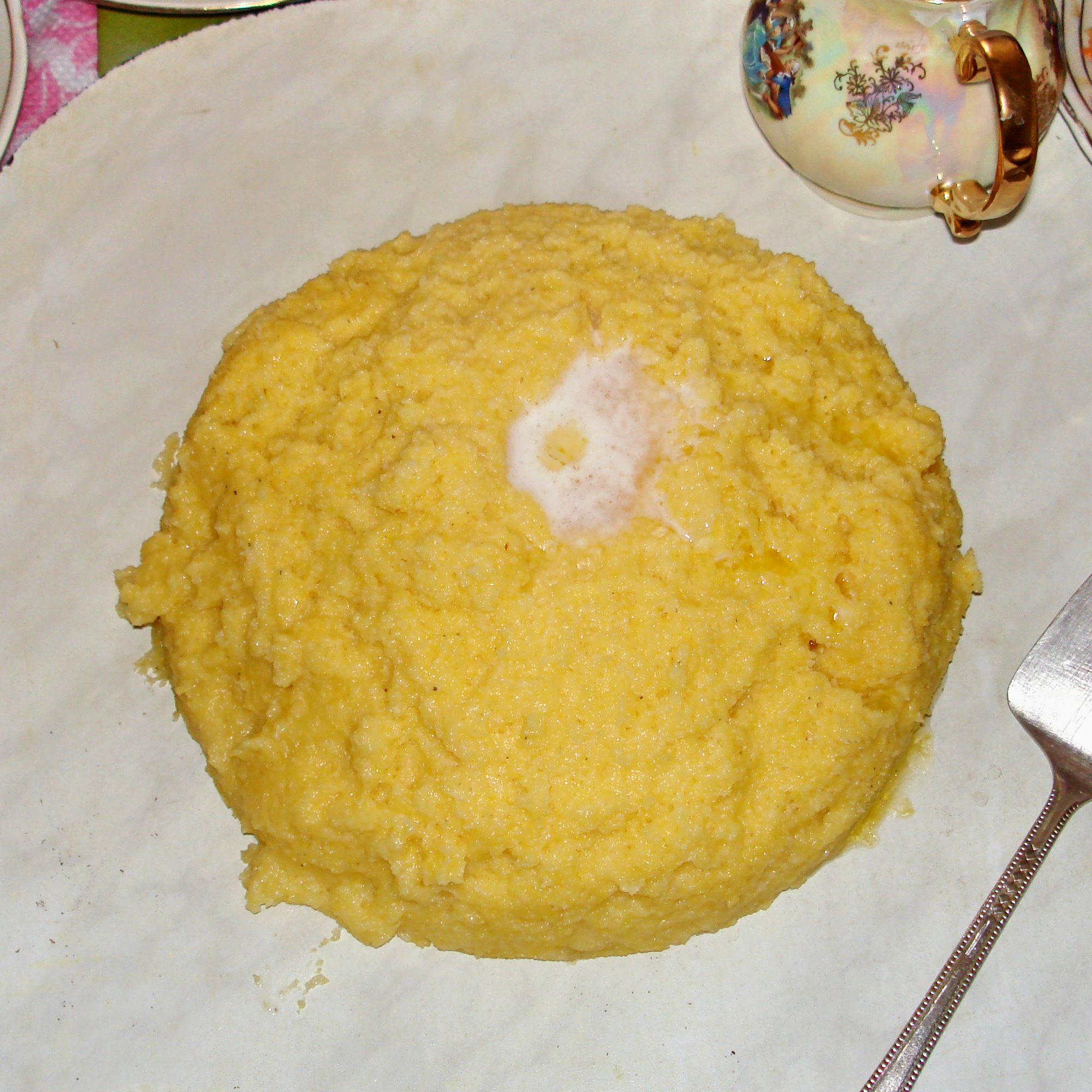
O porție de mămăligă, un preparat tradițional românesc, fiind servită adesea alături de brânză sau smântână.

Bucătăria moldovenească este compusă în principal din alimente tradiționale europene, cum ar fi carne de vită, carne de porc, cartofi, varză și diferite cereale.
Cel mai cunoscut fel de mâncare din bucătăria moldovenească, precum și cea românească per ansamblu, este mămăliga. Aceasta este o fiertură de făină de porumb, servită adesea ca un acompaniament pentru tocănițe și preparate din carne sau cu brânză de vaci, smântână și șorici de porc. Vinurile locale nu lipsesc de pe cele mai multe mese.  
Tradițională pentru bucătăria basarabeană sunt feluri de mâncare care combină diverse legume, cum ar fi roșii, ardei gras, vinete, varză, fasole, ceapă, usturoi, praz și altele. Legumele sunt folosite în salate și sosuri, ele sunt coapte, aburite, murate, sărate sau marinate. 
Produsele din carne dețin un loc special, mai ales ca primul curs și aperitivă. Supa din carne de pui, cunoscută sub numele de borș (ciorbă) este foarte populară. Friptura de porc la grătar și chiftelele din carne de vită și miel sunt comune. Carnea de pește este de multe ori marinată și apoi pusă la grătar. 
Feluri de mâncare de sărbătoare tradiționale includ sarmale umplute cu carne tocată, pilaf (un fel de mâncare de orez), jeleu, fidea, carne de pui, altele. Masa de sărbătoare este, de obicei, decorată cu elemente de patiserie, cum ar fi produse de patiserie prăjituri, role, chifle și o varietate de umpluturi (brânză, fructe, legume, nuci, etc). 
În anumite regiuni, bucătăria diferitelor minorități este predominantă. În zonele de est, ucrainenii mănâncă borș; în sud, bulgarii servesc mangea tradițională (sos cu carne de pui), în timp ce găgăuzii pregătesc sharpa, o supă de carne de oaie foarte condimentată; în comunitățile rusești se gătesc pelmeni. De asemenea, populari sunt colțunașii umpluți cu brânză proaspătă, carne, sau cartofi.

## Gustări și mâncăruri reci

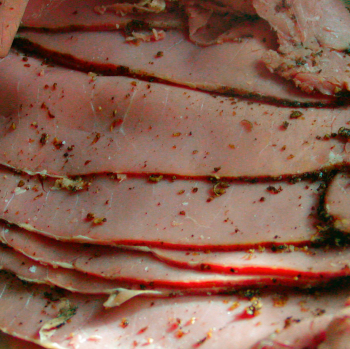
Pastramă

O selecție bogată de legume, carne, pește și produse lactate, duce la o gamă largă de gustări în bucătăria moldovenească. Cele mai populare sunt:
- fasole cu usturoi zdrobit (fasole făcăluită),
- gogoșari moldovenești,
- ardei prăjiți,
- vânătă umplută,
- salate din legume crude și conservate.

Gustările sunt umplute cu ulei vegetal, oțet, smântână, maioneză, sosuri de mușchi, skardol, marinare. Plantele condimentate - leuștean, tarhon, pătrunjel, mărar, țelină, mentă, precum si usturoiul - sunt folosite pentru a da gustarii o aroma savuroasă. 
Dintre aperitivele reci, ouăle umplute cu ciuperci și ficat de pui, piftie, carne și pește sunt de asemenea comune.

## Timbre poștale
În 2014, Poșta Moldovei a lansat ștampile de circulație cu desene naționale.

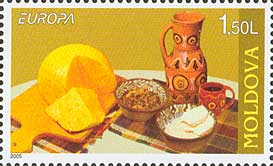
Mămăligă, brînză de oi, jumări.
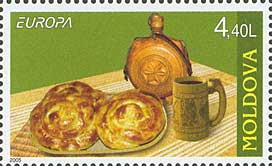
Invârtită (Mâncare specifică din Moldova) umplute cu brânză.

## Vezi și
- Vin moldovenesc
- Bucătăria românească

## Legături externe
- Mâncăruri și băuturi moldovenești Arhivat în 20 iunie 2010, la Wayback Machine.